# Football Club Olympique Strasbourg Koenigshoffen 1906
Le Football Club Olympique Strasbourg Koenigshoffen 06, abrégé en FCO Strasbourg Koenigshoffen, aussi appelé FCOSK06, est un club de football situé dans le quartier Koenigshoffen de Strasbourg.
L'entité actuelle est issue de la fusion en 2020 de l'Olympique de Strasbourg, qui évoluait en Régional 2, avec le FC Strasbourg Koenigshoffen, qui évoluait en Régional 3.

## Histoire

### FC Strasbourg Koenigshoffen (1906-2020)
Le FC Strasbourg Koenigshoffen est fondé en 1906.[réf. nécessaire] Il a évolué en Division 3 dans les années 1970 et 1980. Le club participe au championnat de Promotion d'Excellence A de la ligue d'Alsace Bas-Rhin pour la saison 2016-2017.

### Olympique Strasbourg (1997-2020)
L'Olympique Strasbourg, club du quartier de Cronenbourg, est fondé en 1997 par un groupe d'amis turcs dans le quartier de Cronenbourg, réputé sensible. En 2017, Aziz Soylu, ancien joueur, arrive à la présidence et met en place une politique moins communautariste, pour casser l'image de « club turc ». En 2019, arrivé en Régional 2, l'Olympique Strasbourg dispose d'un parc de partenaires important, avec un budget de 35 000 €, permettant d'envisager une montée. Néanmoins, le club, alors l'un des 28 clubs amateurs strasbourgeois, n'a pas vocation à devenir l'un des meilleurs. Notamment, le club historique du quartier, le FC Kronenbourg, évolue en Régional 1, et l'AS Pierrots Vauban Strasbourg, en National 3.
Le club fait parler de lui en janvier 2019 à l'occasion des 32e de finale de la Coupe de France 2018-2019, qu'il atteint alors qu'il n'évolue qu'en Régional 2 (D7). Il est éliminé 6-0 par l'AS Saint-Étienne, club de Ligue 1.

### Fusion (depuis 2020)
En 2020 de l'Olympique de Strasbourg (Régional 2, couleurs rouge et jaune),, fusionne avec le FC Strasbourg Koenigshoffen (Régional 3, couleurs bleu et jaune),. pour former le Football Club Olympique Strasbourg Koenigshoffen 06 (couleurs noir et or). Le nouveau club devient le premier club alsacien quant au nombre de licenciés.
Le club monte en Régional 1 à l'issue de la saison 2021-2022 et rejoint les deux premiers clubs amateurs strasbourgeois, le FC Kronenbourg et l'AS Pierrots Vauban Strasbourg.
Lors de la saison 2022-2023, en trente-deuxièmes de finale de la Coupe de France, le club crée la surprise en battant le Clermont Foot, évoluant en Ligue 1, soit cinq divisions au-dessus de lui, à l'issue de la séance de tirs au but (0 - 0, 4 - 3 t. a. b.).
Il accède à la fin de saison au National 3.

## Entraîneurs
- 1997-1998 :  Didier Six
- 2018-2021 :  Mohamed Khettab
- 2021-2023 :  Amar Ferdjani
- 2023- :  Pape Diakhaté